# MTV Video Music Brasil 2009

Logotipo do VMB 2009

Video Music Brasil 2009 foi a décima quinta edição da premiação, ocorrida no dia 1 de outubro de 2009, quinta-feira. Essa premiação foi transmitida ao vivo do Credicard Hall, em São Paulo, às 21h30 pela MTV Brasil e apresentado pelo VJ e comediante Marcelo Adnet.

## Premiados e indicados
| Categoria                           | Vencedor                                                                          | Indicados |
| ----------------------------------- | --------------------------------------------------------------------------------- | --- |
| Artista do ano                      | Fresno                                                                            | Jota Quest Mallu Magalhães Marcelo D2 Nando Reis NX Zero Os Paralamas do Sucesso Pitty Seu Jorge Skank |
| Hit do ano                          | NX Zero - Cartas para Você                                                        | Pitty - Me Adora Seu Jorge - Burguesinha Skank - Sutilmente Wanessa part. Ja Rule - Fly |
| Banda ou artista revelação          | Cine                                                                              | Copacabana Club Garotas Suecas Gloria Little Joy |
| Aposta MTV                          | Vivendo do Ócio                                                                   | Black Drawing Chalks Emicida Holger Mickey Gang |
| Videoclipe do ano                   | Skank - Sutilmente                                                                | Black Drawing Chalks - My Favorite Way Cachorro Grande - Dance Agora Emicida - Triunfo Júpiter Maçã - Modern Kid Mallu Magalhães - Vanguart Nando Reis - Ainda Não Passou Nervoso e os Calmantes - Eu Que Não Estou Mais Aqui O Rappa - Súplica Cearense Pública - Casa Abandonada |
| Show do Ano                         | Os Paralamas do Sucesso                                                           | Arlindo Cruz Little Joy Marcelo Camelo Móveis Coloniais de Acaju |
| Web Hit                             | Os Seminovos - Escolha Já Seu Nerd                                                | Caetano Caindo Funk do Joel Santana Stefhany - Crossfox Xuxu - Pantera Cor-de-rosa |
| Blog do Ano                         | Jovem Nerd                                                                        | Brainstorm 9 Blog do Juca Kfouri Papel Pop Sedentário & Hiperativo |
| Twitter do Ano                      | Marcos Mion                                                                       | Danilo Gentili Mano Menezes MariMoon Twittess (Tessália Serighelli) |
| Vocalista - Banda dos Sonhos        | Lucas Silveira - Fresno                                                           | Helio Flanders - Vanguart Mallu Magalhães Pitty Seu Jorge |
| Guitarrista - Banda dos Sonhos      | Martin Mendonça - Pitty                                                           | Gabriel Tomaz - Autoramas Lúcio Maia - Nação Zumbi Marcelo Gross - Cachorro Grande Sérgio Dias - Mutantes |
| Baixista - Banda dos Sonhos         | Rodrigo Tavares - Fresno                                                          | Alexandre Dengue - Nação Zumbi\| Lauro Farias - O Rappa Lelo Zaneti - Skank Rodolfo Krieger - Cachorro Grande |
| Baterista - Banda dos Sonhos        | Duda Machado - Pitty                                                              | Curumin Gabriel Azambuja - Cachorro Grande Jean Dolabella - Sepultura Pupillo - Nação Zumbi |
| Filme / Documentário Musical do Ano | Titãs - A vida até parece uma festa Direção: Branco Mello e Oscar Rodrigues Alves | Coração Vagabundo Direção: Fernando Grostein Andrade Dub Echoes Direção: Bruno Natal Loki Direção: Paulo Henrique Fontenelle Simonal - Ninguém Sabe o Duro que Dei Direção: Claudio Manoel, Calvito Leal e Micael Langer                                                           |
| Rock                                | Forfun                                                                            | Autoramas Cachorro Grande Pitty Strike |
| Rock Alternativo                    | Pública                                                                           | Black Drawing Chalks Holger Móveis Coloniais de Acaju Nervosos e Os Calmantes |
| Hardcore                            | Dead Fish                                                                         | Devotos Garage Fuzz Mukeka Di Rato Presto? |
| Pop                                 | Fresno                                                                            | Jota Quest Nando Reis Skank Wanessa |
| MPB                                 | Fernanda Takai                                                                    | Cérebro Eletrônico Céu Curumin Tiê |
| Samba                               | Zeca Pagodinho                                                                    | Arlindo Cruz Casuarina Diogo Nogueira Mariana Aydar |
| Reggae                              | Chimarruts                                                                        | Jimmy Luv Lei Di Dai Natiruts (indicação retirada a pedido da banda) Planta e Raiz |
| Rap                                 | MV Bill                                                                           | Emicida Kamau Relatos da Invasão RZO |
| Instrumental                        | Pata de Elefante                                                                  | Eu serei a Hiena Hurtmold Macaco Bong Retrofoguetes |
| Eletrônico                          | N.A.S.A.                                                                          | Boss in Drama Database Mixhell The Twelves |
| Artista Internacional do Ano        | Britney Spears                                                                    | Arctic Monkeys Beyoncé Black Eyed Peas Franz Ferdinand Green Day Katy Perry Kings Of Leon Lady GaGa Lily Allen |
| Game do Ano                         | The Sims 3                                                                        | Braid Fallout 3 LittleBigPlanet The Beatles: Rock Band |

## Banda dos Sonhos
- Vocalista: Lucas Silveira (Fresno)
- Guitarrista: Martin Mendonça (Pitty)
- Baixista: Rodrigo Tavares (Fresno)
- Baterista: Duda Machado (Pitty)

Video Music Brasil de banda dos sonhos

## Shows
| Shows do MTV Na Rua SoundSystem                                                                                 |
| --- |
| Turbo Trio |
| Echo Sound System (com Lei Di Dai, Jimmy Luv, Arcanjo Ras, Dada Yute e Veiga)                                   |
| Shows do VMB Antes                                                                                              |
| Banda dos Sonhos - "Time Is Running Out" e "Cochise"                                                            |
| MV Bill (com Kmila CDD) - "O Bonde Não Para", "Só Deus Pode Me Julgar" e "Junto E Misturado"                    |
| Fernanda Takai - "Você Já Me Esqueceu" e "Kobune"                                                               |
| Pata de Elefante - "Um Olho No Fósforo, Outro Na Fagulha"                                                       |
| Forfun - "Dia Do Alívio" e "Aí Sim"                                                                             |
| Shows do VMB 2009                                                                                               |
| Móveis Coloniais de Acaju - "O Tempo"                                                                           |
| Erasmo Carlos (com Nervoso, Gabriel Thomaz e Érika Martins) - "Cover" / "É Proibido Fumar" / "Festa De Arromba" |
| Wanessa e Ja Rule - "Fly"                                                                                       |
| Massacration (com Falcão) - "The Mummy"                                                                         |
| Vivendo do Ócio - "Fora Mônica"                                                                                 |
| Pitty - "Me Adora"                                                                                              |
| Franz Ferdinand - "No You Girls"                                                                                |

## Apresentadores
| Apresentador (es)                          | Apresentou… |
| ------------------------------------------ | --- |
| Marcelo Adnet                              | Apresentador Geral |
| Samuel Rosa e Céu                          | Show do Móveis Coloniais de Acaju |
| Fernanda Takai e EMICIDA                   | Show de Erasmo Carlos e convidados |
| Jonathan Haagensen e Giselle Itié          | Show de Wanessa e Ja Rule |
| Rick Bonadio e Wanessa                     | Show do Massacration |
| Nando Reis e Sophia Reis                   | Show do Vivendo do Ócio |
| MariMoon e Mi (Gloria)                     | Show da Pitty |
| Cazé Peçanha e Luisa Micheletti*           | Categoria Rock Categoria Rock Alternativo Categoria Hardcore Categoria Artista Pop Categoria MPB Categoria Samba Categoria Reggae Categoria Rap Categoria Instrumental Categoria Música Eletrônica Categoria vocalista - Banda dos Sonhos Categoria guitarrista - Banda dos Sonhos Categoria baixista - Banda dos Sonhos Categoria baterista - Banda dos Sonhos |
| Marcelo Tas, Kika e Titi                   | Categoria Banda / Artista Revelação |
| Mallu Magalhães e Luísa Lovefoxxx          | Categoria Aposta MTV |
| Carol Ribeiro,Rogério Flausino,Marco Túlio | Categoria Videoclipe do Ano |
| Eliana e João Gordo                        | Categoria Show do Ano |
| Théo Becker e Marcelo Adnet                | Categoria Web Hit |
| José Simão, Bia e Branca                   | Categoria Blog do Ano |
| Laura Neiva e MV Bill                      | Categoria Filme / Documentário Musical do Ano |
| Ronaldo                                    | Categoria Artista do Ano |
| Marcelo Adnet                              | Categoria Twitter do Ano Categoria Hit do Ano Categoria Artista Internacional do Ano Categoria Game do Ano Show da Franz Ferdinand |

- Prêmios anuciados no VMB Antes

## Fatos e curiosidades
- O VMB de 2009 contou com o maior número de categorias da história da premiação: 26 categorias no total, que resultaram em uma edição especial fora da premiação para entregar boa parte dos prêmios, chamada de VMB Antes.
- Também foi o VMB com maior tempo de duração: a soma da premiação principal com os eventos VMB Na Rua e VMB Antes totalizou oito horas de transmissão.
- O apresentador Marcelo Adnet abriu a premiação principal do VMB com um número musical, em que falou sobre a proibição do fumo em ambientes fechados, referenciou a morte de Michael Jackson e criticou o nepotismo na política brasileira.
- A cantora Wanessa e o produtor musical Rick Bonadio começaram um discurso que parecia se tratar de uma homenagem ao cantor estadunidense Michael Jackson, falecido no ano em questão. Na verdade, o discurso tratava de uma apresentação do show da banda humorística Massacration.
- A banda Cine, vencedora na categoria Revelação, foi vaiada pela platéia do VMB ao receber o prêmio.
- Durante seu longo discurso ao receber o prêmio de Melhor Twitter, Marcos Mion anunciou sua saída da MTV e sua contratação pela Rede Record.